# 肾叶鹿蹄草
肾叶鹿蹄草（学名：Pyrola renifolia）为鹿蹄草科鹿蹄草属下的一个种。

## 扩展阅读
- 維基物種上的相關：肾叶鹿蹄草